# Повенецкое городское поселение
Повене́цкое городско́е поселе́ние (фин. Poventsan kaupunkikunta) — муниципальное образование в составе Медвежьегорского района Республики Карелии Российской Федерации. Административный центр — посёлок городского типа Повенец.

## География
Повенецкое городское поселение расположено в центральной части Республики Карелия. Граничит на западе с
Пиндушским городским поселением, на севере — с Поповпорожским и Валдайским сельскими поселениями Сегежского района. С юга омывается Повенецким заливом Онежского озера. От Повенецкого залива через всё поселение проходит участок (Южный склон) Беломорско-Балтийского канала.
На территории поселения находится лесное урочище Сандармох, где в 1937—1938 годах в годы сталинских репрессий расстреляно и захоронено свыше 9500 человек 58 национальностей.

## Население
| 2009  | 2010  | 2012  | 2013  | 2014  | 2015  | 2016  |
| ----- | ----- | ----- | ----- | ----- | ----- | ----- |
| 2459  | ↗3315 | ↘3226 | ↘3139 | ↘3059 | ↘2918 | ↘2850 |
| 2017  | 2018  | 2019  | 2020  | 2021  | 2023  |       |
| ↘2839 | ↘2801 | ↘2706 | ↘2619 | ↗2809 | ↘2755 |       |

## Населённые пункты
В городское поселение входят 18 населённых пунктов (включая 5 населённых пунктов в составе пгт):
| №  | Населённый пункт | Тип населённого пункта | Население |
| -- | ---------------- | ---------------------- | --------- |
| 1  | Верхнее Волозеро | посёлок                | ↘90       |
| 2  | Габсельга        | деревня                | →3        |
| 3  | Лобское          | деревня                | ↘4        |
| 4  | Лобское          | посёлок                | →6        |
| 5  | Морская Масельга | посёлок                | →1        |
| 6  | Новая Габсельга  | посёлок                | ↘234      |
| 7  | Повенец          | пгт                    | ↘1776     |
| 8  | При 1 шлюзе ББК  | посёлок                |           |
| 9  | При 2 шлюзе ББК  | посёлок                |           |
| 10 | При 3 шлюзе ББК  | посёлок                |           |
| 11 | При 4 шлюзе ББК  | посёлок                |           |
| 12 | При 5 шлюзе ББК  | посёлок                |           |
| 13 | При 7 шлюзе ББК  | посёлок                | ↘64       |
| 14 | При 8 шлюзе ББК  | посёлок                | →28       |
| 15 | При 9 шлюзе ББК  | посёлок                | ↘32       |
| 16 | Сосновка         | село                   | ↘558      |
| 17 | Тихвин Бор       | деревня                | ↘16       |
| 18 | Хижозеро         | посёлок                | ↘2        |